# Élections sénatoriales partielles de 1900 en Guadeloupe
Les élections sénatoriales en Guadeloupe ont eu lieu le dimanche 5 janvier 1900. 
Elles ont eu pour but d'élire le sénateur représentant le département au Sénat pour un mandat de neuf années.

## Contexte départemental
Les grands électeurs reflètent les résultats des élections municipales de 1896.
Alexandre Isaac, sénateur élu en 1894 décède le 5 août 1899. 

## Présentation des candidats et des suppléants
Le nouveau représentant est élu pour un mandat de 9 ans au suffrage universel indirect par les 284 grands électeurs du département, au scrutin majoritaire à deux tours. 
| Candidats | Candidats          | Parti        | Principale fonction                                     |
| --------- | ------------------ | ------------ | ------------------------------------------------------- |
|           | Adolphe Cicéron    | Radical      | Notaire. Soutenu par les usiniers et le crédit foncier. |
|           | Delmanie de Monchy | Conserv      | Béké.                                                   |
|           | Mathurin Dufond    | Opportuniste | Ancien adjoint au maire de Pointe-à-Pitre.              |

## Résultats
|          | Adolphe Cicéron    | Radical      | 186 | 65,74  |  |  |
|          | Delmanie de Monchy | Conserv      | 82  | 28,98  |  |  |
|          | Mathurin Dufond    | Opportuniste | 15  | 5,30   |  |  |
|          |                    |              |     |        |  |  |
| Inscrits | Inscrits           | Inscrits     | 289 | 100,00 |  |  |
| Votants  | Votants            | Votants      | 285 | 98,62  |  |  |
| Exprimés | Exprimés           | Exprimés     | 283 | 99,30  |  |  |